# Tarczyca oszczepowata
Tarczyca oszczepowata (Scutellaria hastifolia L.) – gatunek rośliny z rodziny jasnotowatych (Lamiaceae Lindl.). Występuje w Europie i Azji. W Polsce rośnie w dolinach dużych rzek.

## Morfologia

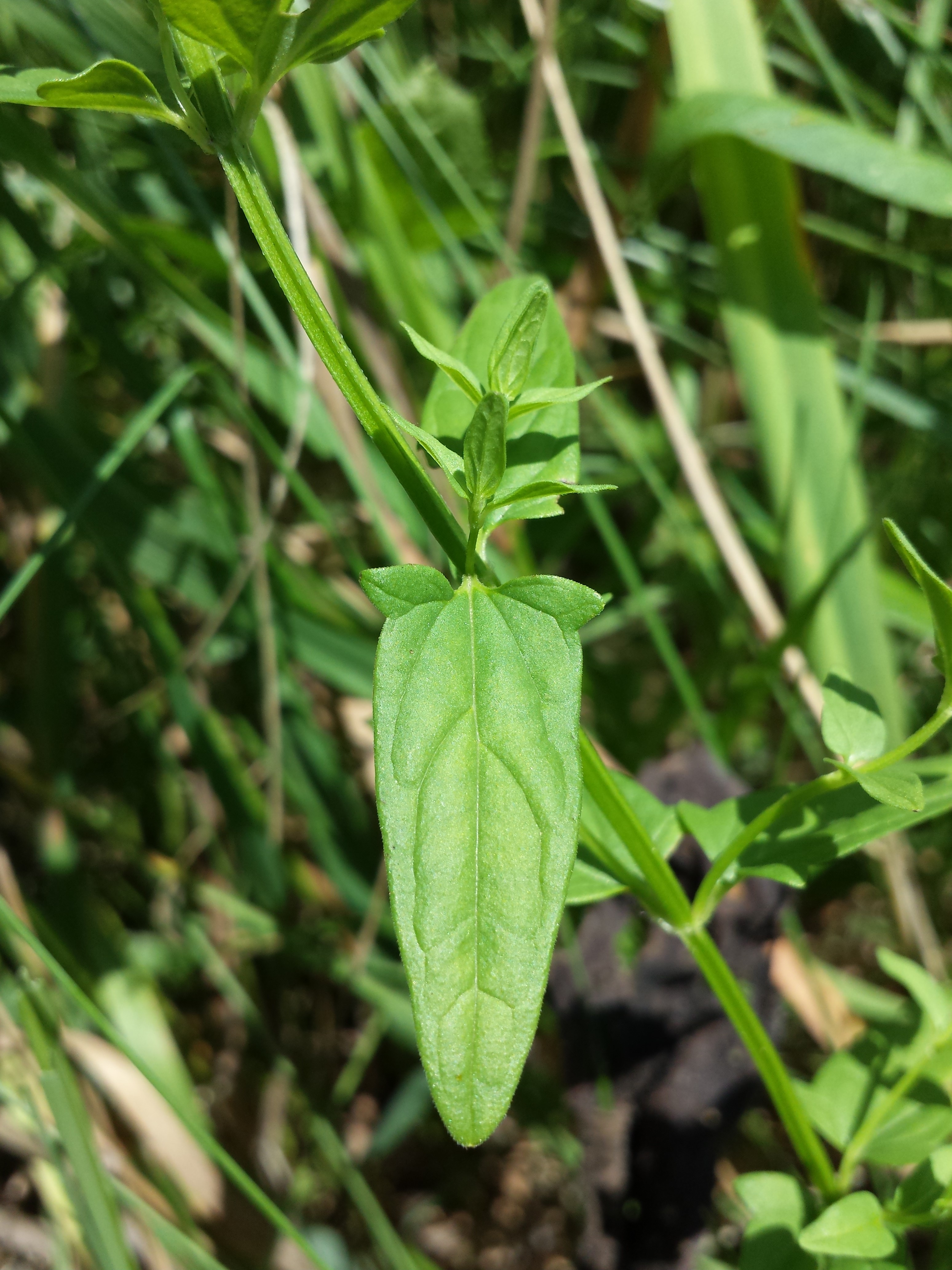
Liść

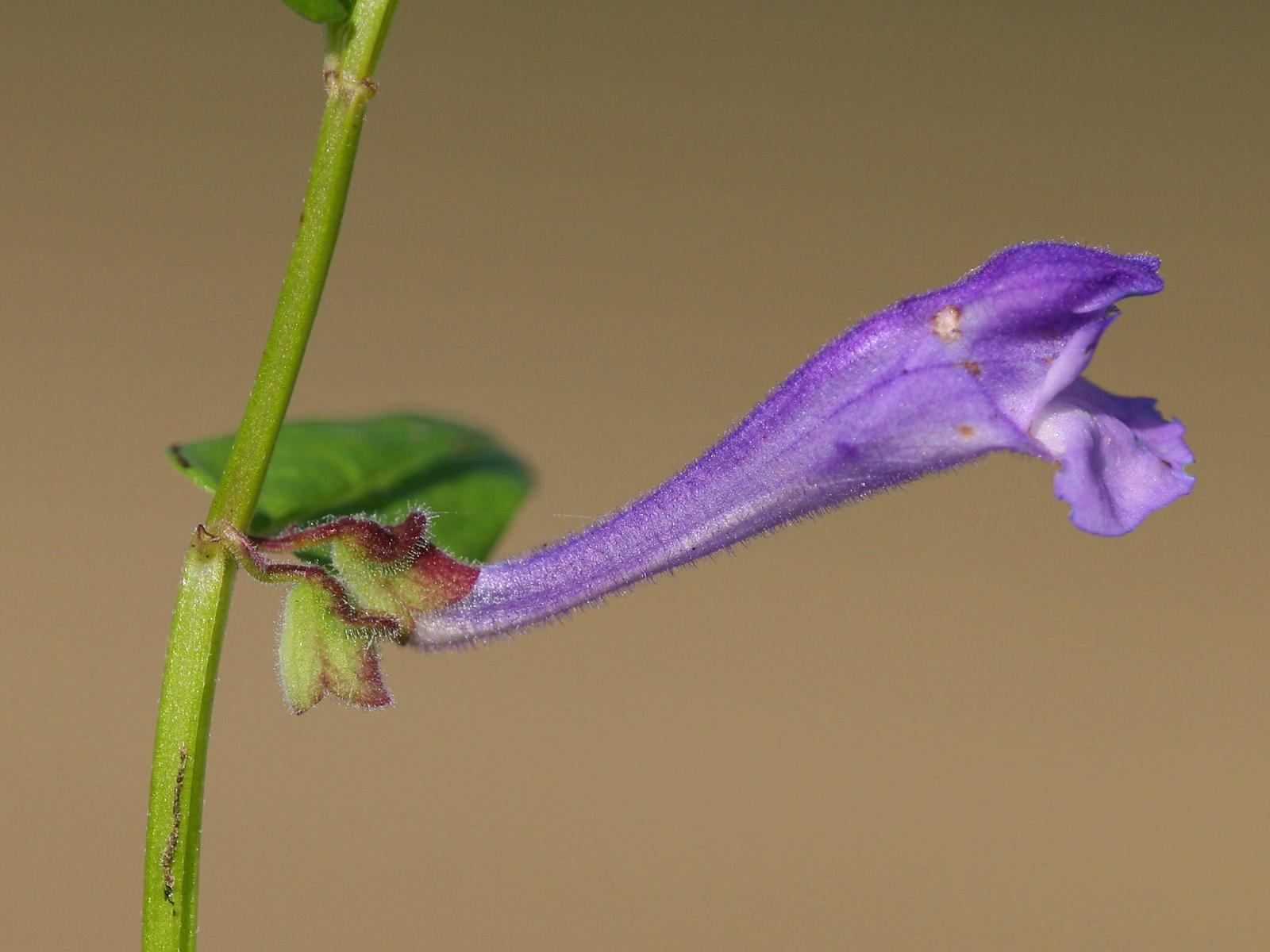
Kwiat

ŁodygaGałęzista, do 60 cm wysokości.
LiścieCałobrzegie, u nasady z oszczepowatymi ząbkami.
KwiatyGrzbieciste, zebrane w pozorne, jednostronne grona. Podsadki średnie i górne krótsze od kwiatów. Kielich gruczołowato owłosiony. Korona kwiatu niebieskofioletowa, gruczołowato owłosiona, długości 20-22 mm. Środkowa klapa wargi dolnej zaokrąglona.

## Biologia i ekologia
Bylina. Rośnie na brzegach wód i mokradłach. Kwitnie od czerwca do sierpnia. Gatunek charakterystyczny łąk selernicowych ze związku Cnidion dubii.

## Zagrożenia
Roślina umieszczona na Czerwonej liście roślin i grzybów Polski (2006, 2016) w grupie gatunków narażonych na wymarcie (kategoria zagrożenia VU).